# Măxineni
Măxineni è un comune della Romania di 3 539 abitanti, ubicato nel distretto di Brăila, nella regione storica della Muntenia.
Il comune è formato dall'unione di 5 villaggi: Corbu Nou, Corbu Vechi, Latinu, Măxineni, Voinești.
L'immagine rappresenta un'iscrizione proveniente da una chiesa di Măxineni, oggi conservata nel Museo di Storia Romena di Bucarest.